# 曼弗雷德鎮區 (明尼蘇達州拉基帕爾縣)
曼弗雷德鎮區（英語：Manfred Township）是位於美國明尼蘇達州拉基帕爾縣的一個行政鎮區。

## 歷史
曼弗雷德鎮區於1879年設立。原名卡斯特鎮區（Custer Township，紀念於小大角戰役中陣亡的乔治·阿姆斯特朗·卡斯特將軍），1884年改為現稱。現稱得名自拜伦勋爵的詩歌《曼弗雷德》（Manfred）。

## 地方資料
曼弗雷德鎮區的面積為86.59平方千米，當中陸地面積為85.91平方千米，而水域面積為0.67平方千米。根據2020年美國人口普查的數據，當地共有人口80人，而人口密度為每平方千米0.92人。